# Giersch (przedsiębiorstwo)

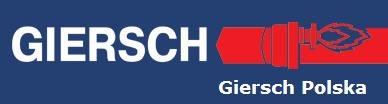
Logo polskiego oddziału

Giersch GmbH Öl- und Gasbrennerwerk – przedsiębiorstwo z Hemer w Nadrenii Północnej – Westfalli, założone  w 1951 roku przez 25 letniego ekomonistę Reinholda Gierscha (ur. 1926 r.). Zajmuje się produkcją i sprzedażą palników gazowych i olejowych. Zatrudnia 120 osób. W roku 1999 obrót wyniósł 50 mln DM. Od roku 1999 firmą kierują: Peter Dűnhaupt, Roger Hancox, Nicholas Anton Od 2001 wraz z innymi firmami branży grzewczej jest członkiem międzynarodowej grupy ENERTECH. Roczna sprzedaż firmy osiąga poziom ok. 200.000 palników

## Historia
- 1951 Przedsiębiorstwo zostało założone przez ekonomistę Reinholda Gierscha.
- 1962 Przedsiębiorstwo  zaczęło  produkować  palniki olejowe
- 1976 Utworzono oddział firmy w Szwajcarii
- 1997 Giersch otrzymał certyfikat ISO 9001
- 2001 Utworzenie grupy Enertech z innymi europejskimi zakładami tej branży
- 2002 Rozbudowa systemów grzewczych o ekologiczne systemy solarne
- 2007 Wprowadzenie ekologicznego systemu pompy ciepła 50 kW

- w trakcie blisko 60 letniej działalności wykonano inwestycje z użyciem produktów Giersch w miejscach takich jak:Pekin Yincheng Property Management LTD, PEPSI-COLA -Egipt Kair, Wodociągi Berlińskie, Genan GmbH Berlin największe na świecie zakłady recyklingu opon, Preussag Stahl AG Odlewnia Stali, Poczta Główna Petersburg i wiele innych[3].

## Oddziały
Firma posiada na terenie Niemiec 27 biur i przedstawicielstw. Oddziały i przedstawicielstwa są także w takich krajach jak Austria, Szwajcaria, Polska, Rosja, Czechy, Chorwacja, Słowenia, krajach nadbałtyckich i Chinach. 

## Ekologia
Branża grzewcza rozwija się w kierunku alternatywnych źródeł energii. Giersch jako jedna z firm tej branży oferuje kotły na pelet, pompy grzewcze i urządzenia solarowe z kolektorami płaskimi lub próżniowymi rurowymi. Stosowanie tego typu ekologicznych źródeł energii grzewczej w kilkuletnim rozliczeniu jest bardziej ekonomiczne niż tradycyjne zasilanie węglowe bądź gazowe. Urządzenia Giersch współpracują systemowo z urządzeniami innych producentów. Pozwala to na dowolną konfigurację systemu grzewczego zgodnie z wymogami użytkowników.

## Produkty

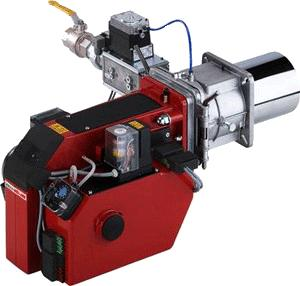
Palnik gazowy seria MG

W swojej historii produkowano palniki i systemy grzewcze  między innymi dla EuroSpeesway Lausitz i dla Willy-Brand-Haus. Szczególnie ważne było rozwinięcie dualnego systemu  regulacji powietrza i ogrzewania oleju, który dziś jest stosowany w niemal wszystkich palnikach olejowych. Produkty firmy Giersch zostały wyróżnione nagrodą „Niebieski Anioł” za  dostosowanie dla środowiska. Główny nacisk w badaniach kładziony jest na zmniejszenie hałasu podczas pracy urządzeń, których nominalna moc jest w przedziale od 7 do 2.800 kW.

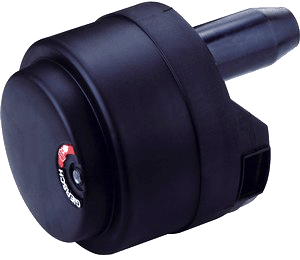
Palnik olejowy fiermy Giersch seria R

Przez firmę Giersch produkowane są także palniki olejowe, palniki gazowe dmuchawkowe, palniki dwupaliwowe, palniki na olej uniwersalny, kotły gazowe kondensacyjne, systemy solarne, pompy ciepła, kotły olejowe kondensacyjne, kotły niskotemperaturowe, kotły na pelet, i zbiornikowe ogrzewacze wody.